# Юльянув (гміна Тарлув)
Юльянув (пол. Julianów) — село в Польщі, у гміні Тарлув Опатовського повіту Свентокшиського воєводства.
Населення — 158 осіб (2011).
У 1975-1998 роках село належало до Тарнобжезького воєводства.

## Демографія
Демографічна структура на день 31 березня 2011 року:
|          | Загалом | Допрацездатний вік | Працездатний вік | Постпрацездатний вік |
| -------- | ------- | ------------------ | ---------------- | -------------------- |
| Чоловіки | 82      | 20                 | 55               | 7                    |
| Жінки    | 76      | 15                 | 42               | 19                   |
| Разом    | 158     | 35                 | 97               | 26                   |